# Museo archeologico e delle arti Erimtan
Il museo archeologico e delle arti di Erimtan (in turco Erimtan Arkeoloji ve Sanat Müzesi) è un museo archeologico e una sala da concerto ad Ankara, in Turchia.

## Localizzazione
Il museo si trova in via Gözcü nr. 10, nel quartiere (mahallesi) Kale del distretto (ilçe) Altındağ ad Ankara, vicino al castello di Ankara. Si trova tra il Museo delle civiltà anatoliche e il Museo Çengelhan Rahmi M. Koç.

## Storia
Il Museo Erimtan è stato fondato nel 2015 da una società privata denominata "Società dei collezionisti di beni culturali" (in turco: Kültür Varlıkları Koleksiyoncular Derneği), fondata nel 1996. Il museo prende il nome dal fondatore della società Yüksel Erimtan, un ingegnere e un appassionato di archeologia, che ha donato al museo la sua collezione privata. La collezione del museo è composta da quasi duemila manufatti di piccole dimensioni. Quasi tutti i manufatti hanno origine anatolica. La collezione copre un periodo di tempo che va dal 3 000 a.C. all'epoca bizantina.

## Edificio
Il museo è ospitato in tre vecchi edifici di Ankara, appartenenti al ministero della cultura e del turismo. La società ha affittato gli edifici e ha speso dieci milioni di lire turche per la loro ristrutturazione. Ci sono anche una sala conferenze, una caffetteria e una libreria.

## Concerti del martedì
Ogni martedì si tiene un concerto nell'edificio del museo; la stagione si compone di circa 16 concerti.

## Galleria d'immagini

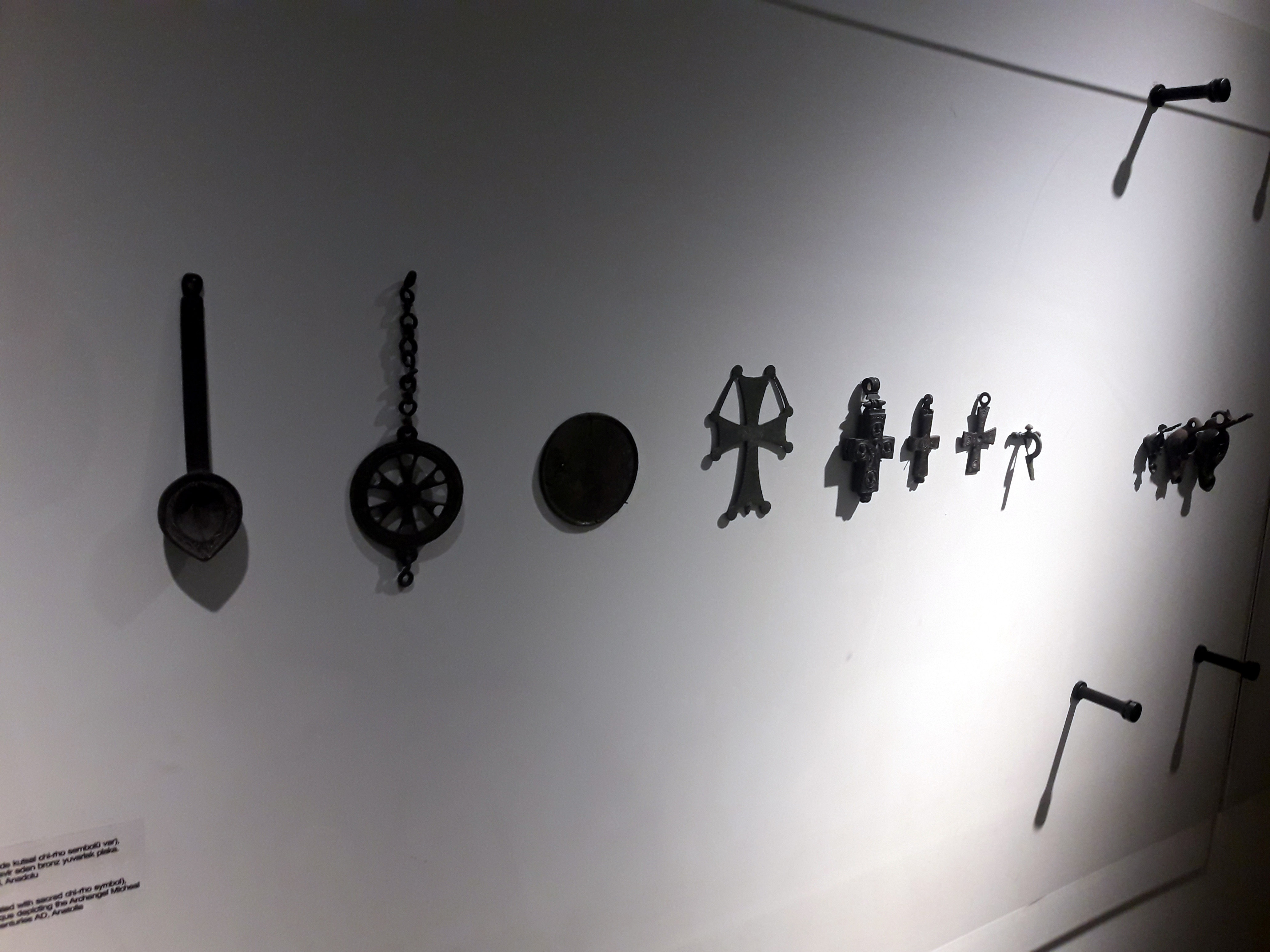
Esposizione di croci
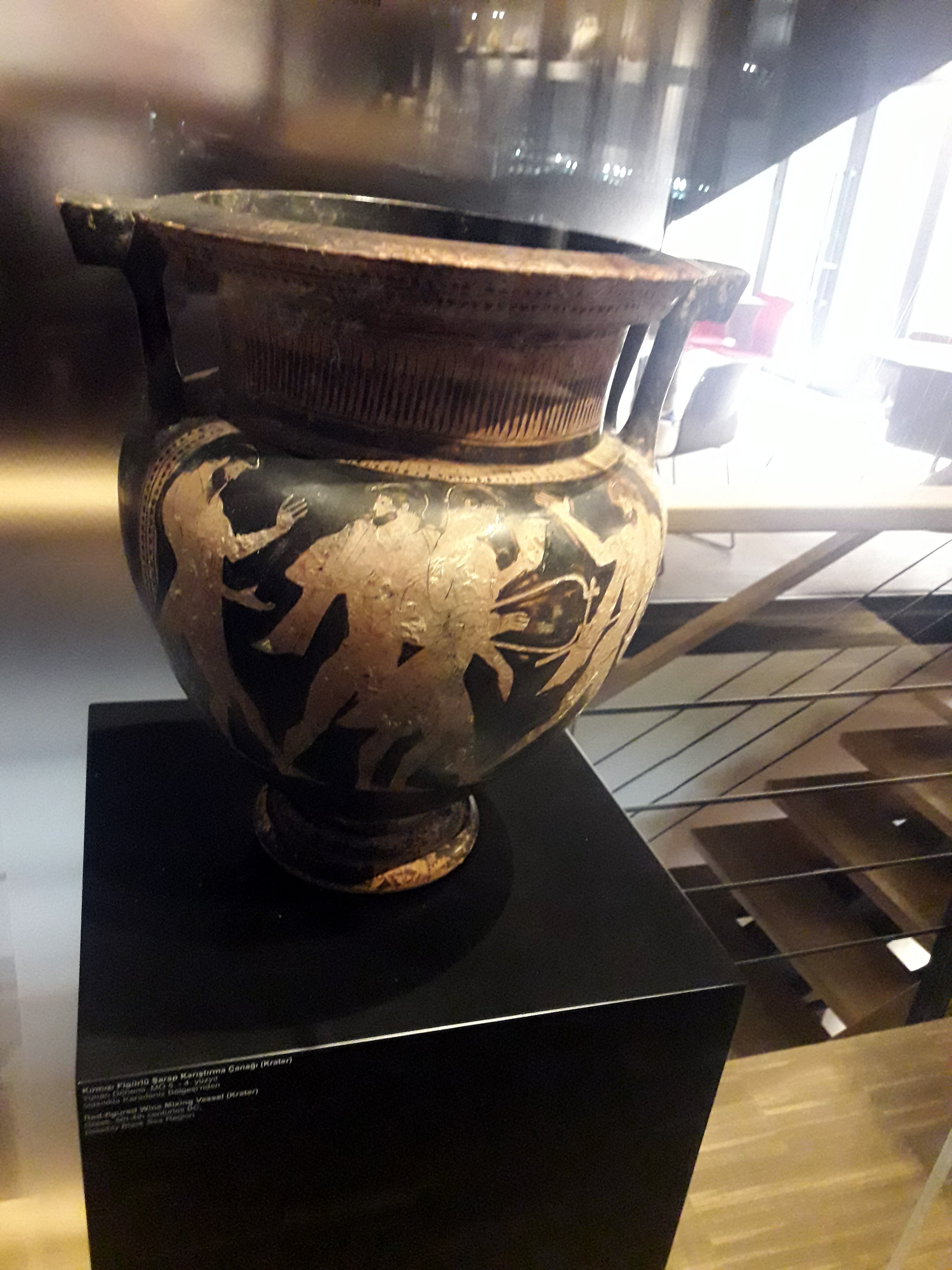
Cratere, IV-V secolo d.C.
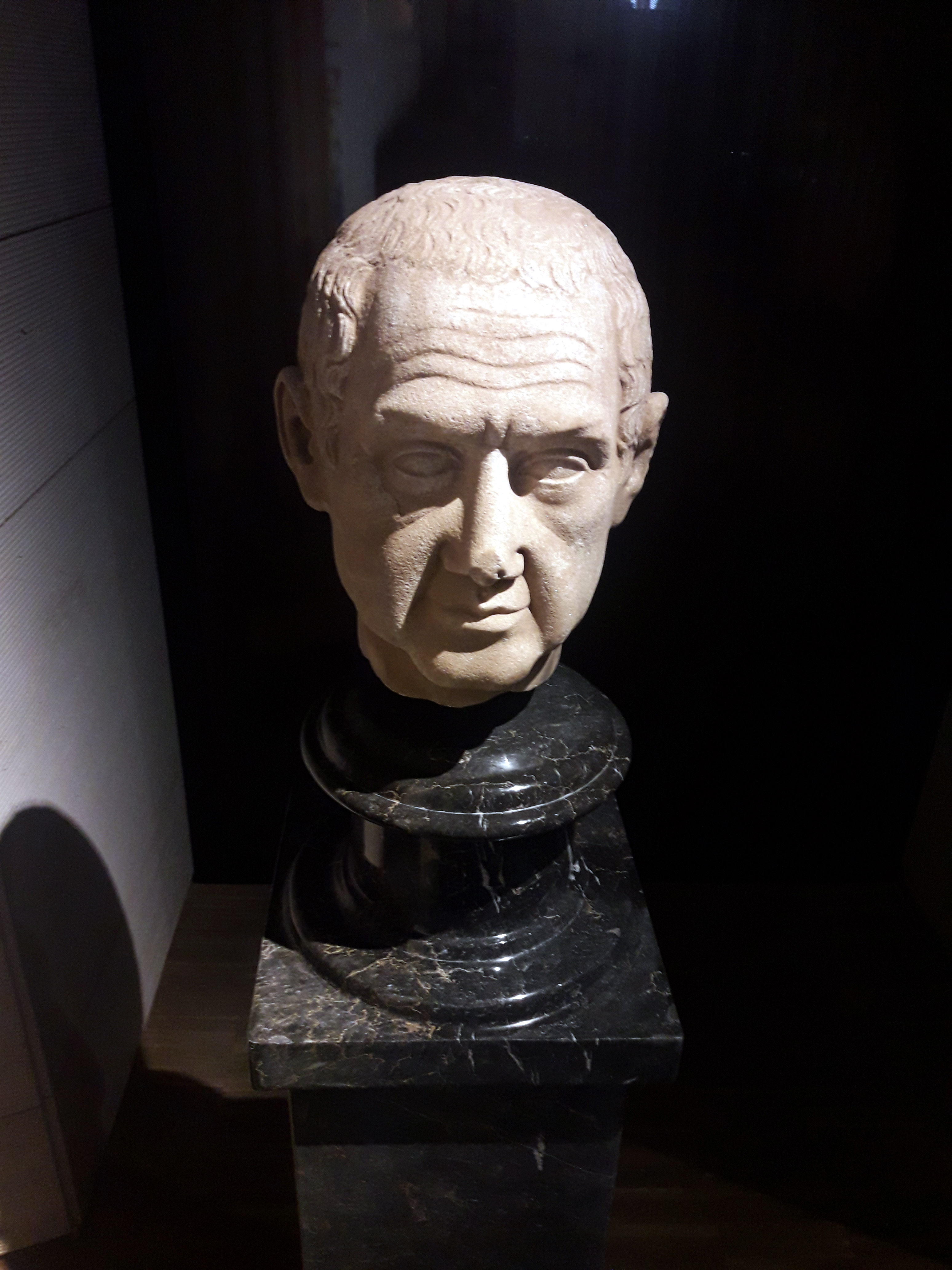
Busto di nobiluomo.
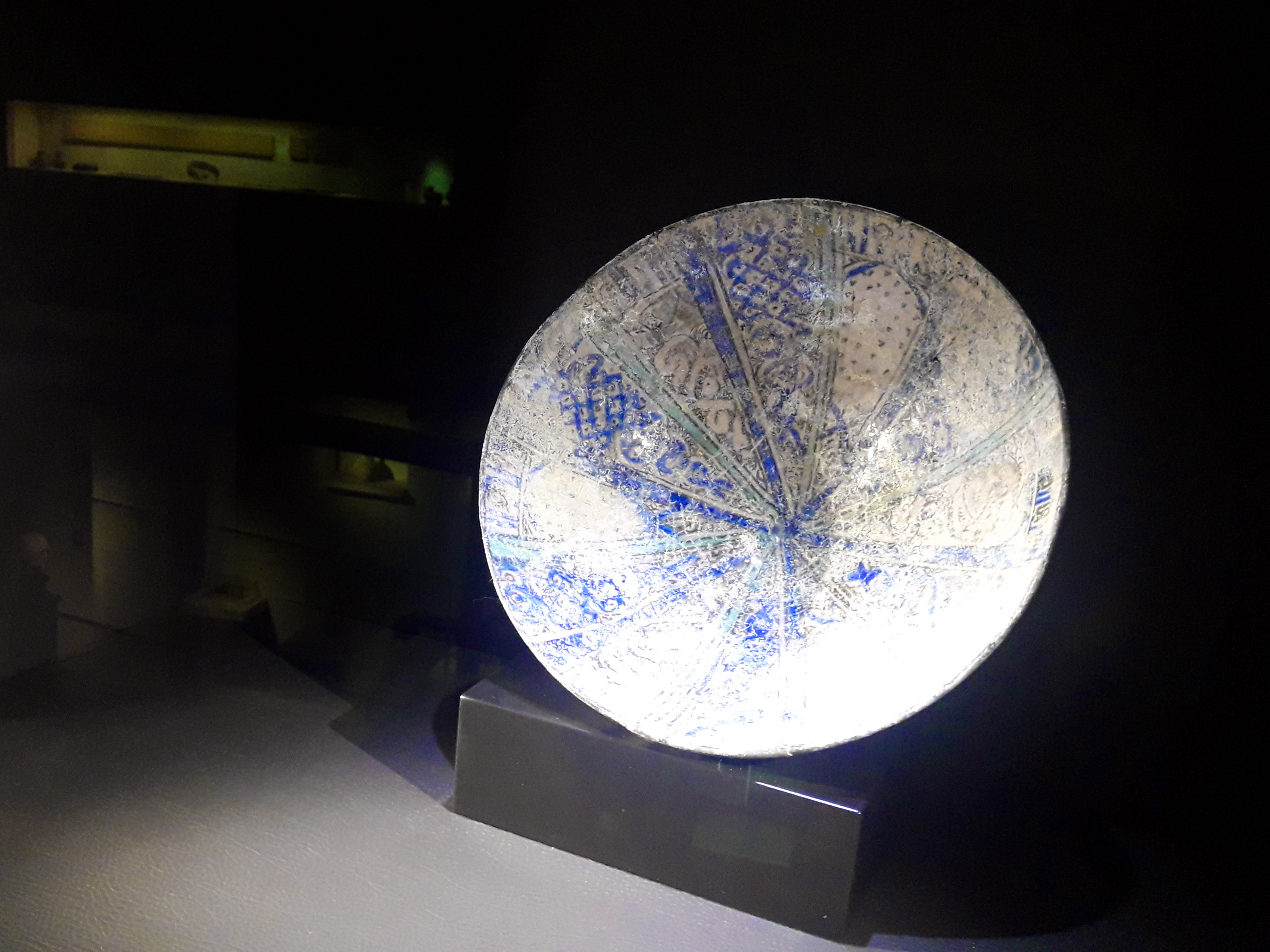
Ciotola decorata con tecnica sotto smalto
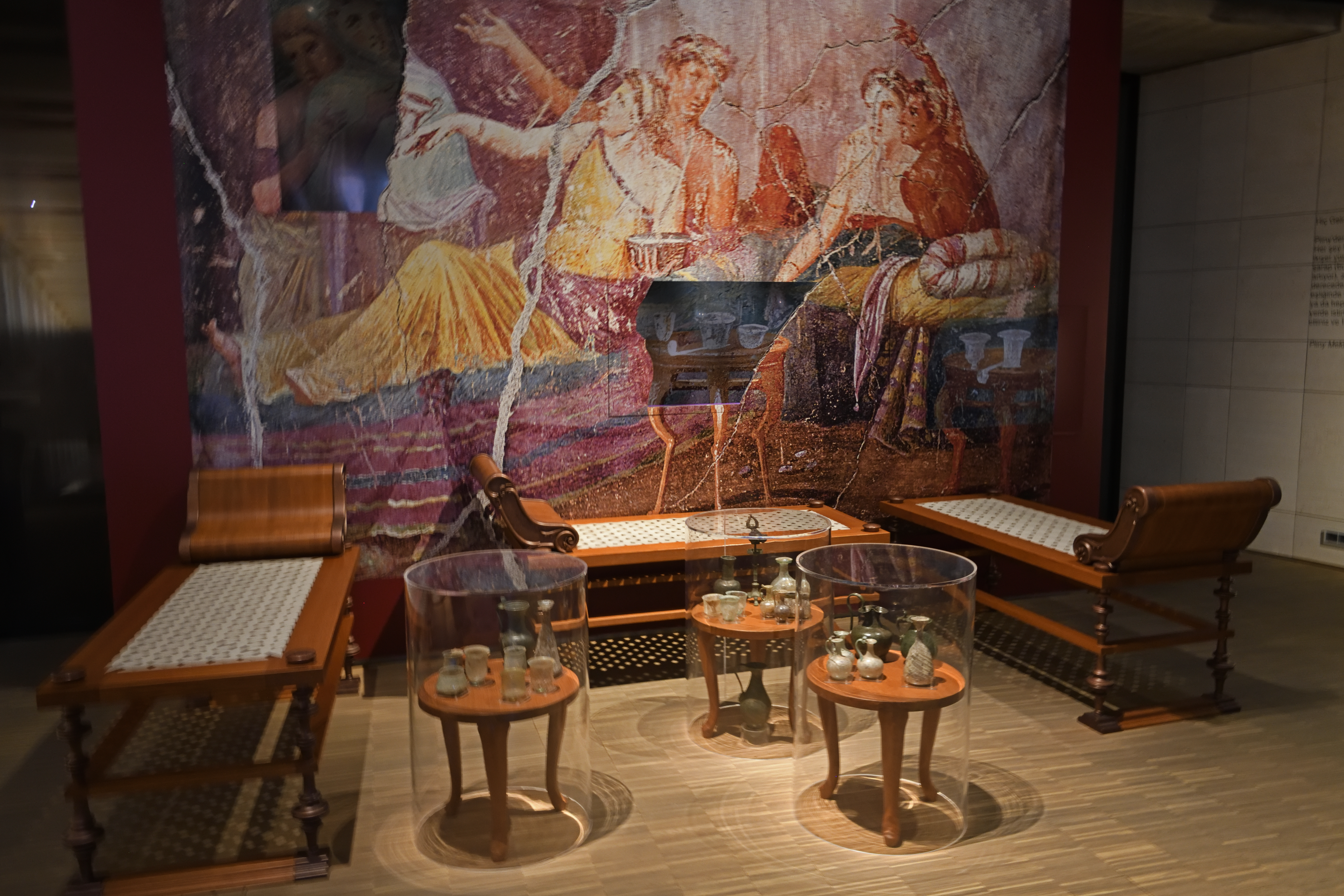
Museo Erimtan riproduzioni di mobili romani
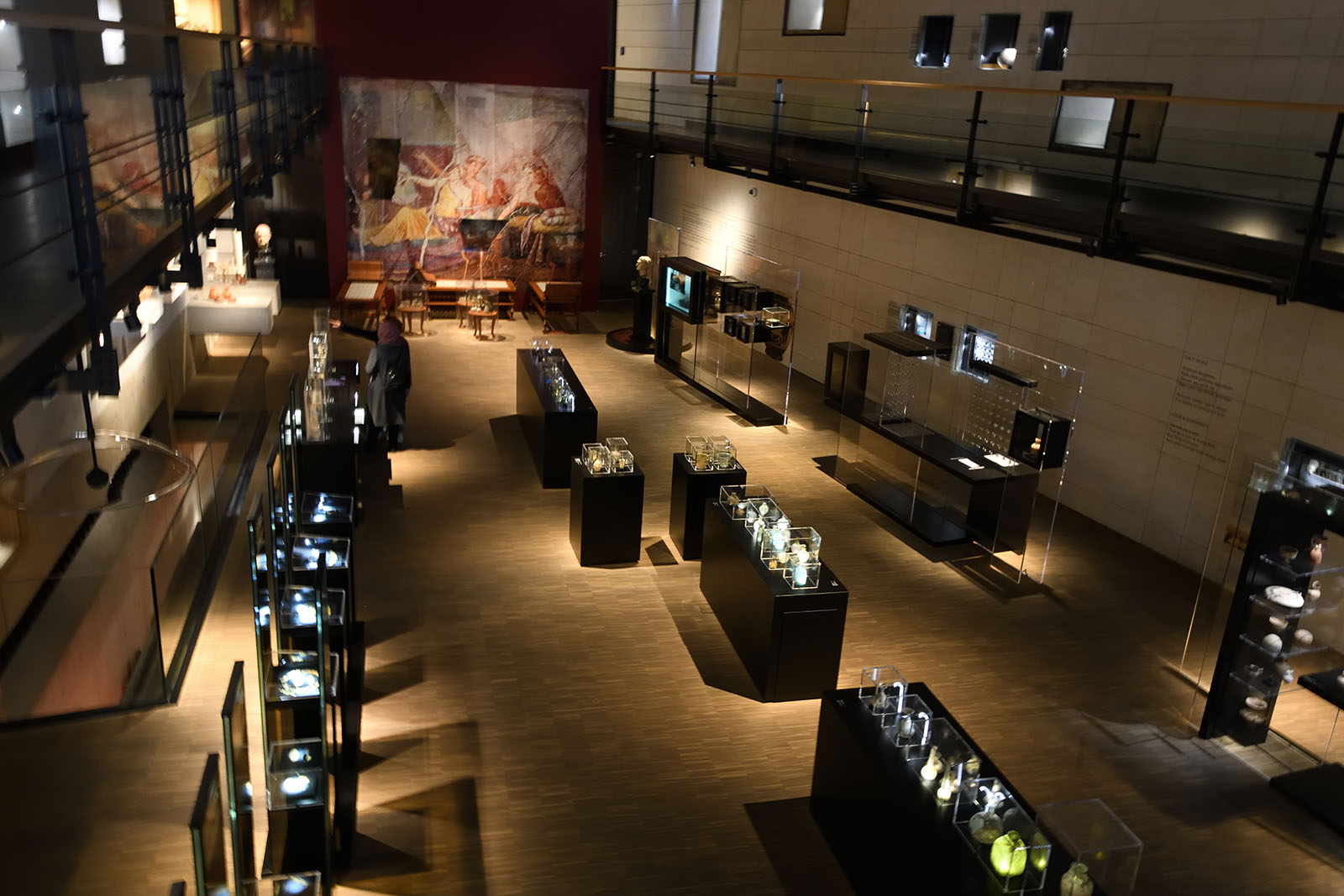
Museo Erimtan vista dall'ingresso
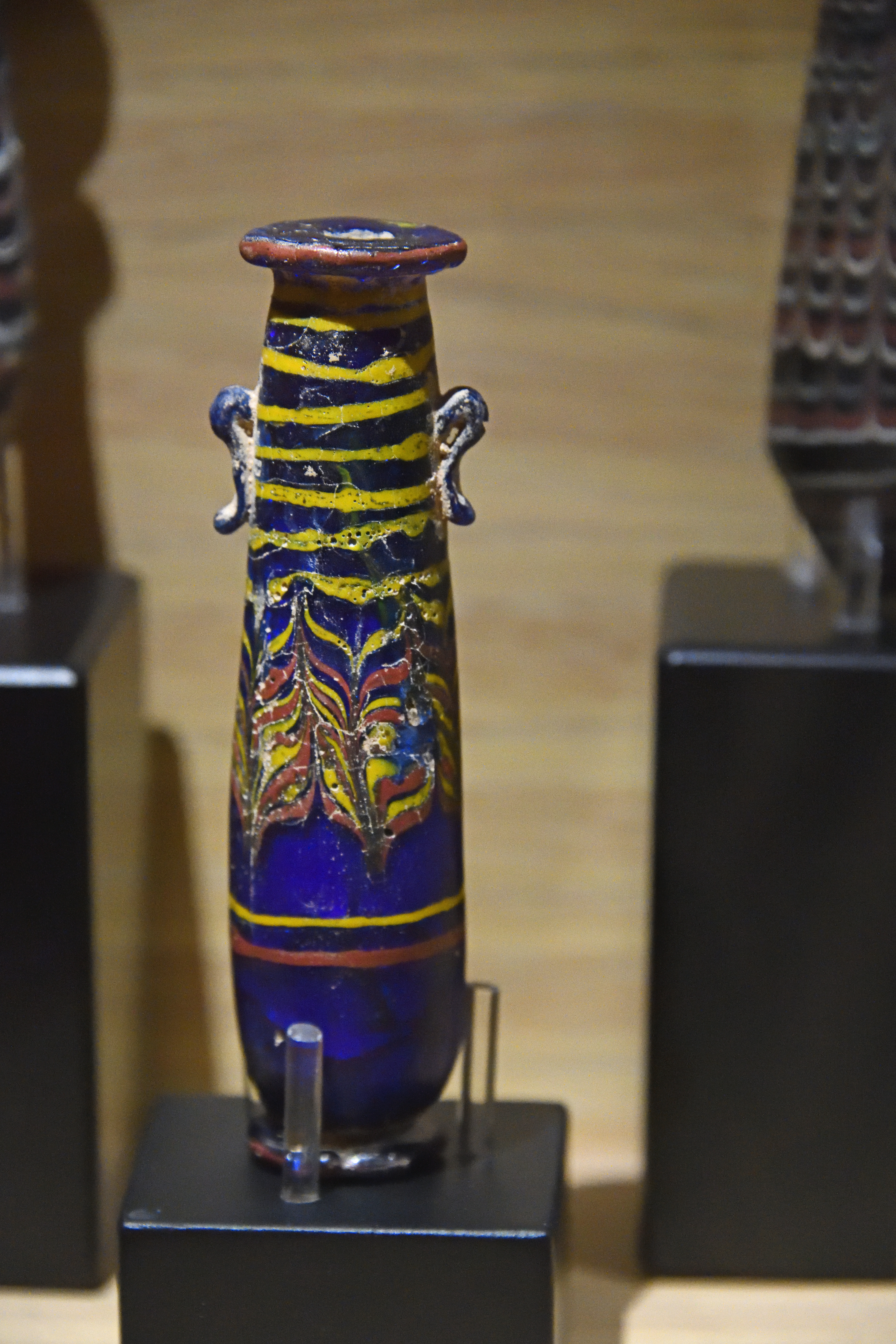
Museo Erimtan ampolla
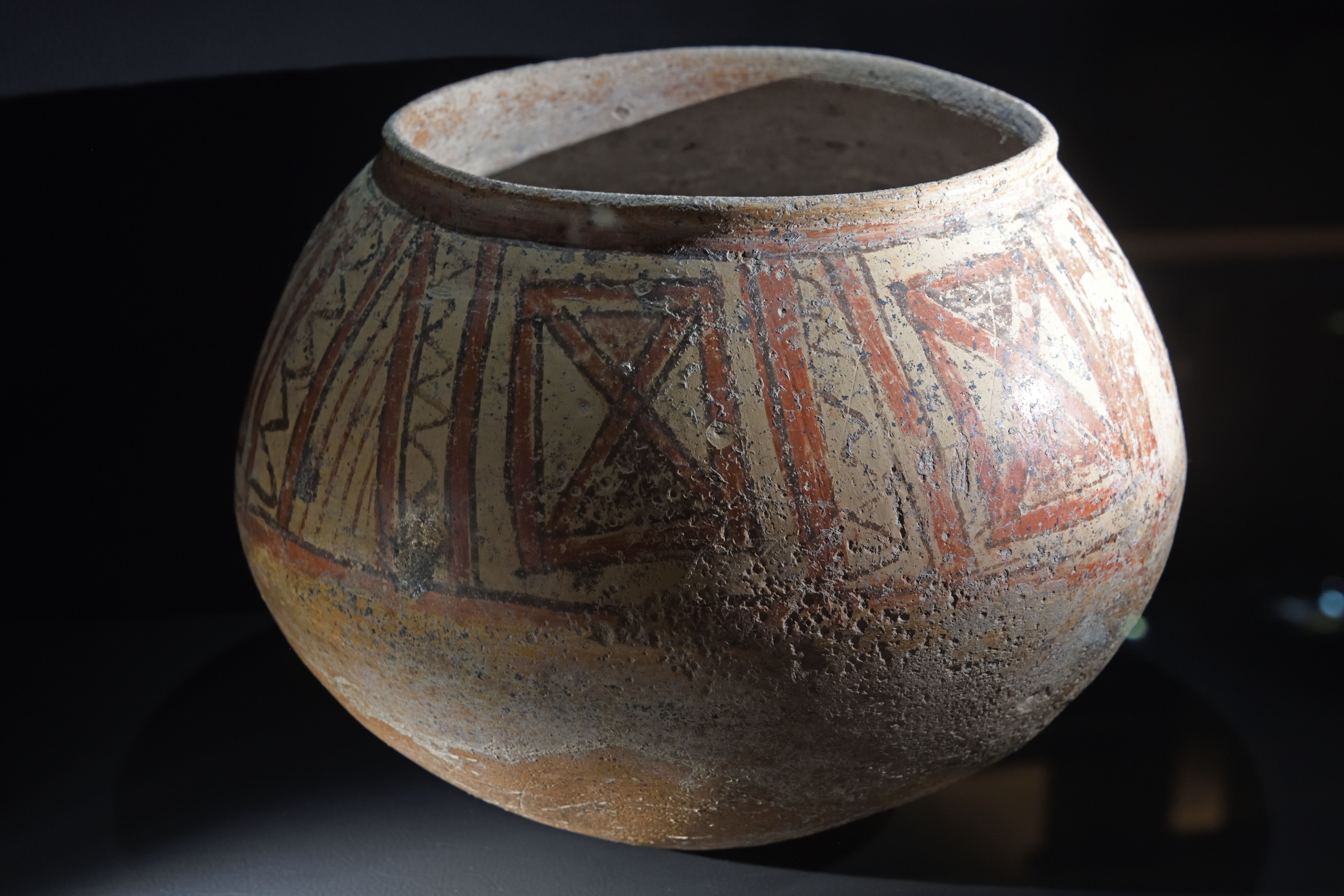
Museo Erimtan giara bicroma dipinta da Van-Urmiye
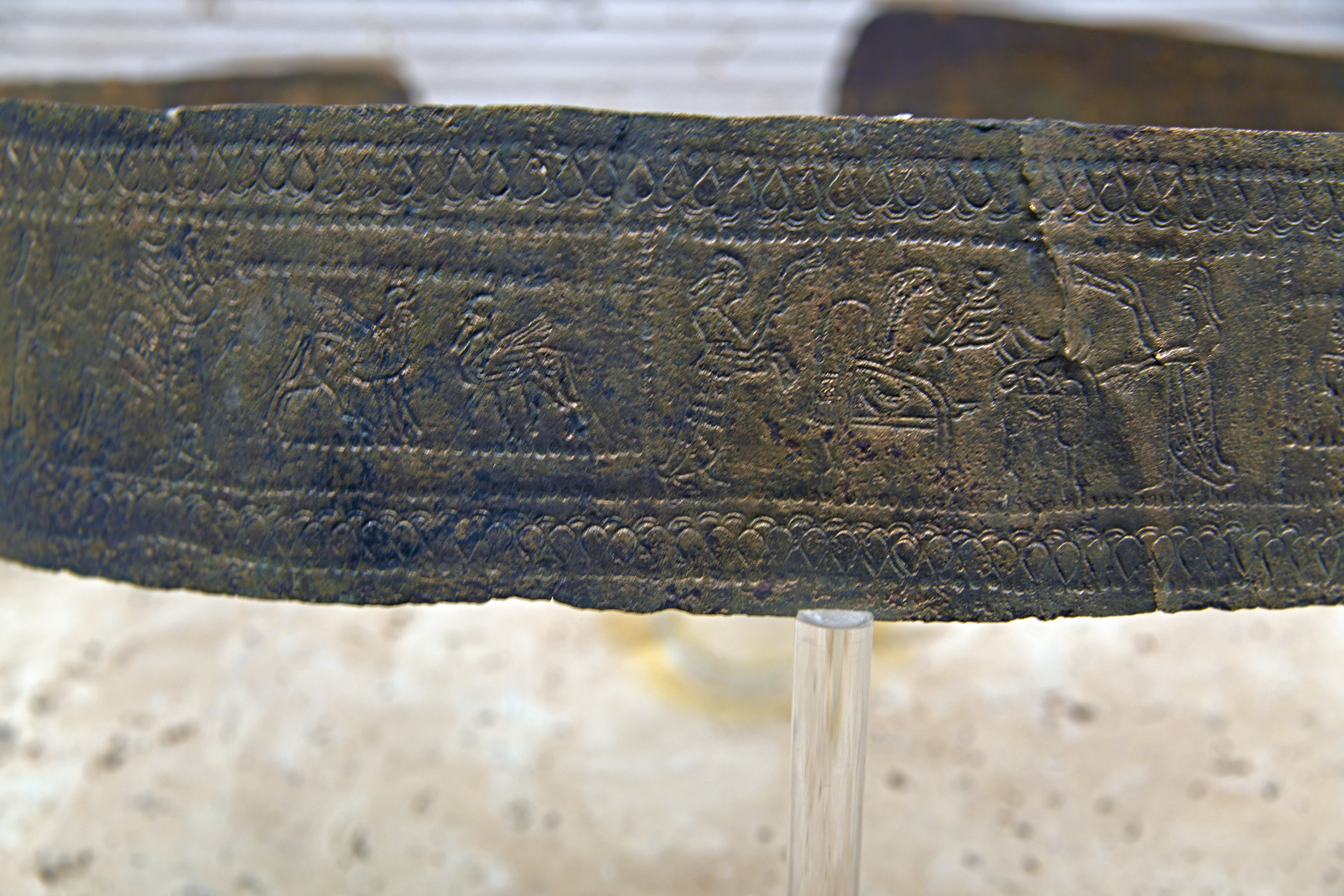
Museo Erimtan cintura in bronzo del regno Urartu
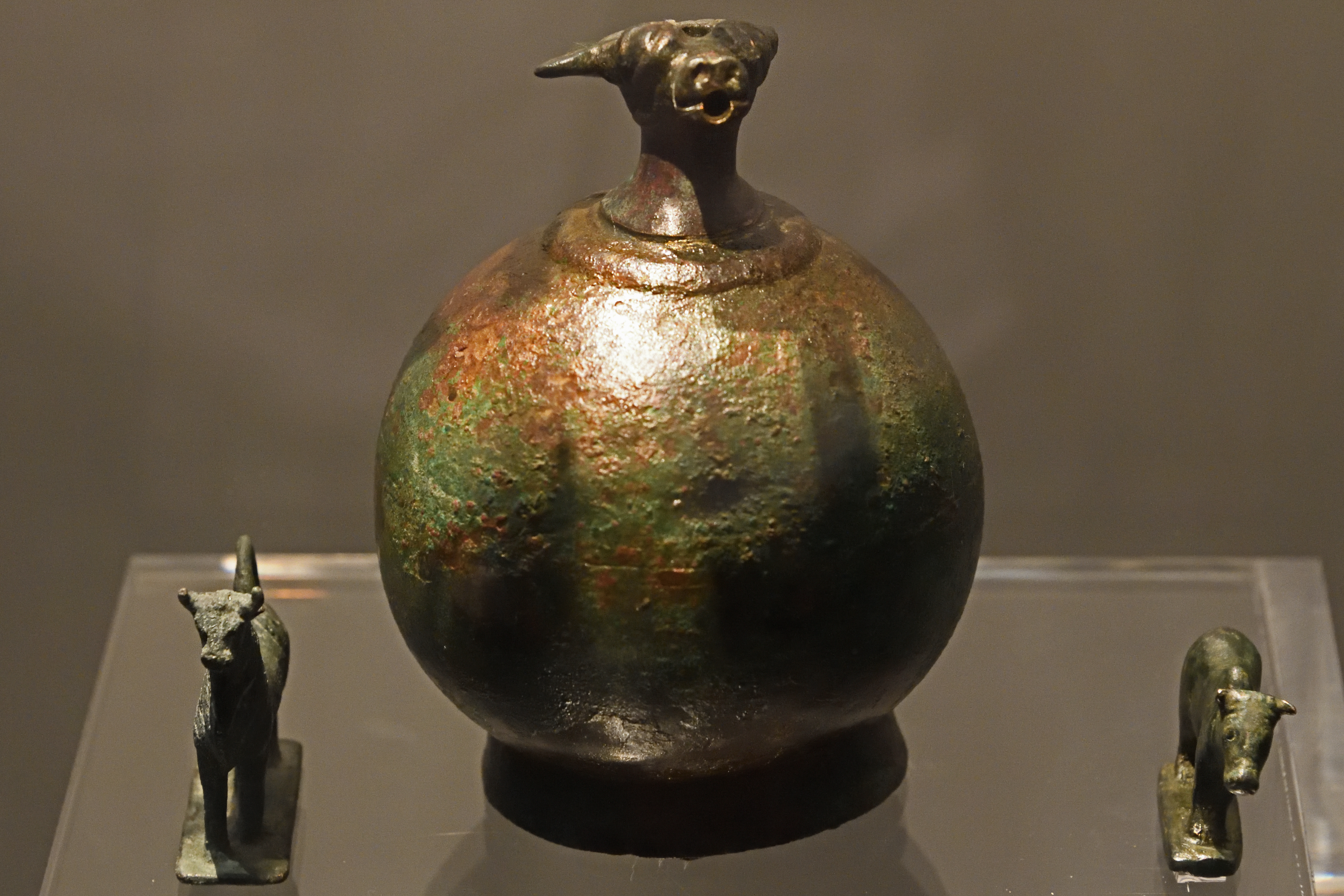
Museo Erimtan Tori
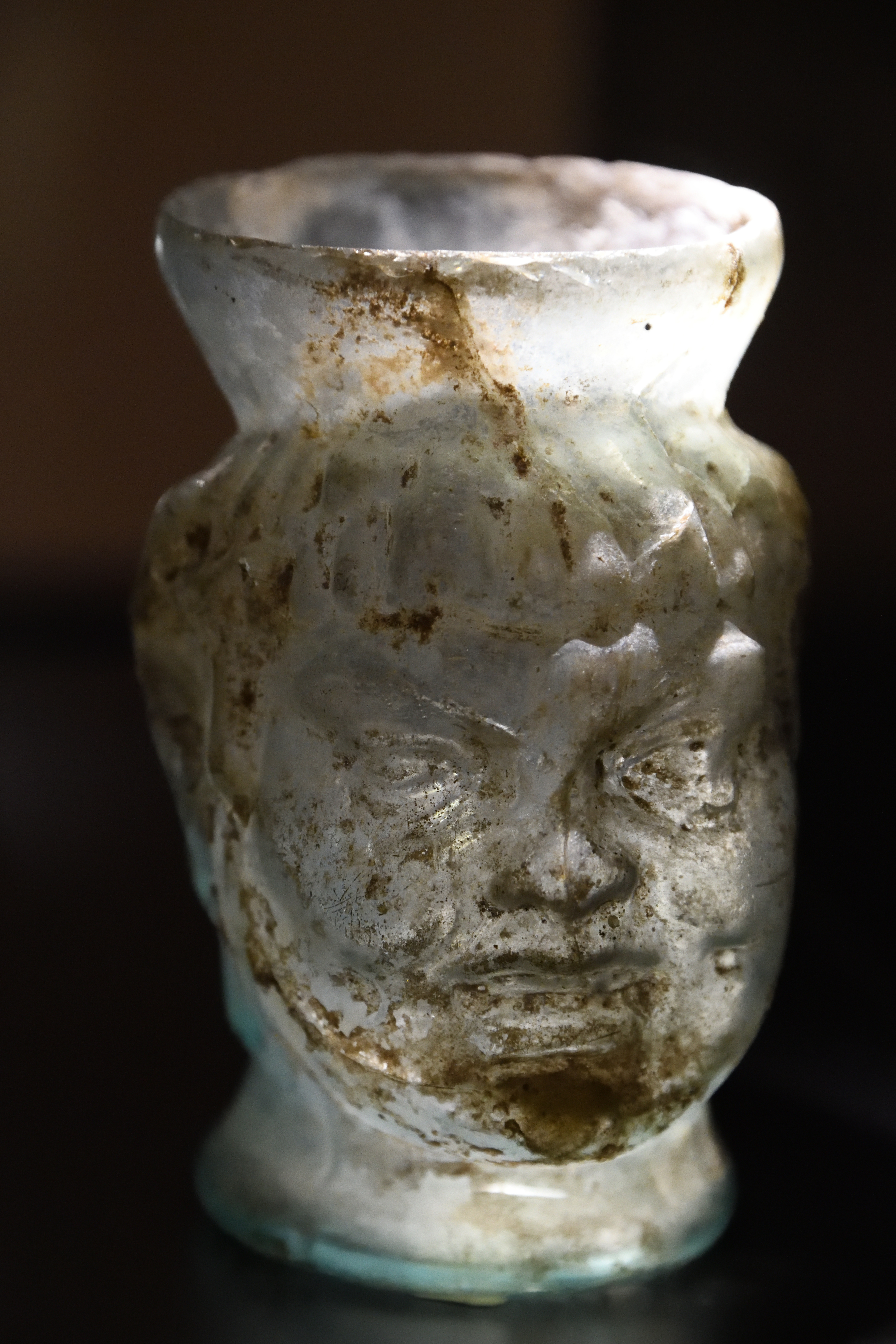
Museo Erimtan Coppa in vetro, impero romano
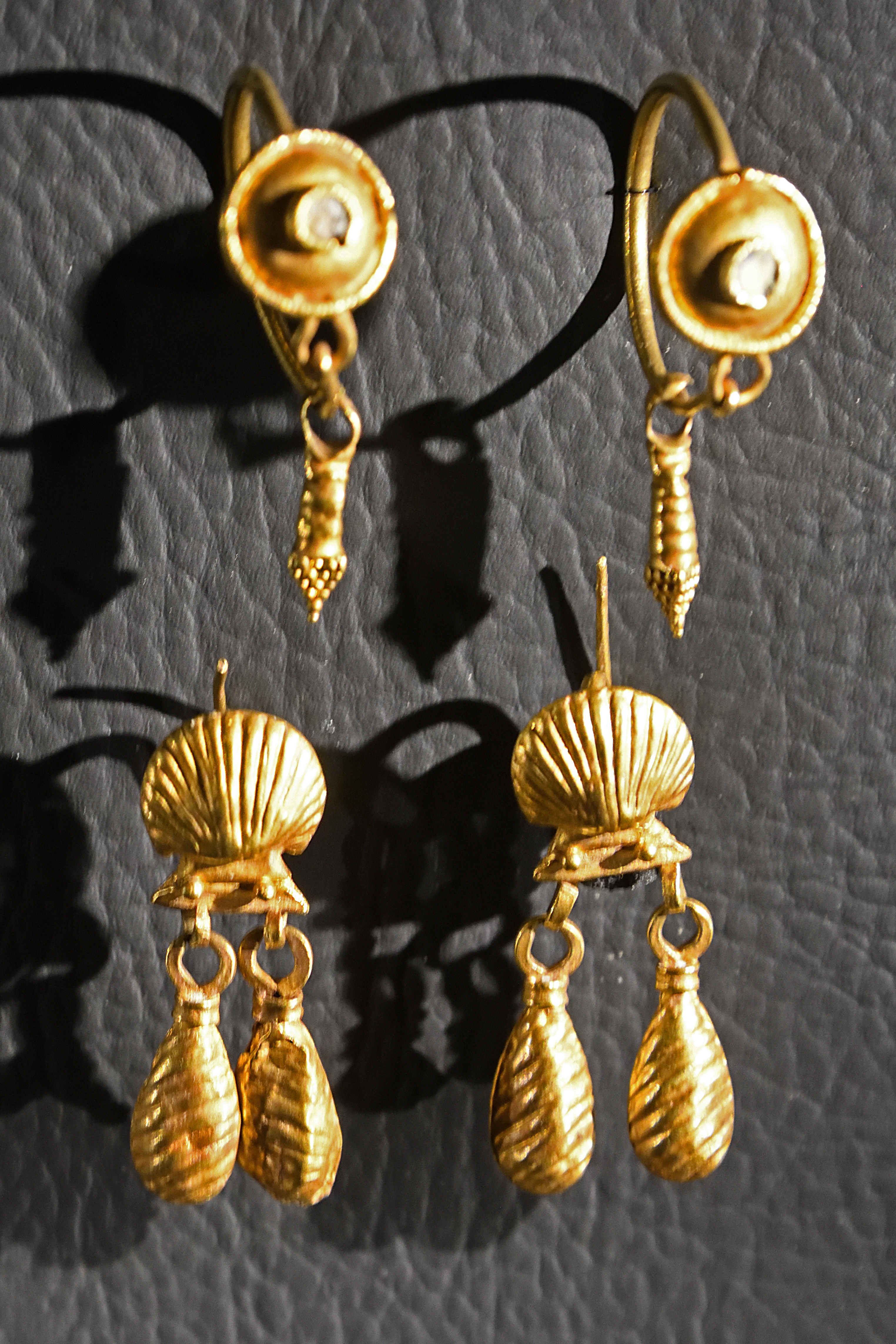
Museo Erimtan Orecchini in oro
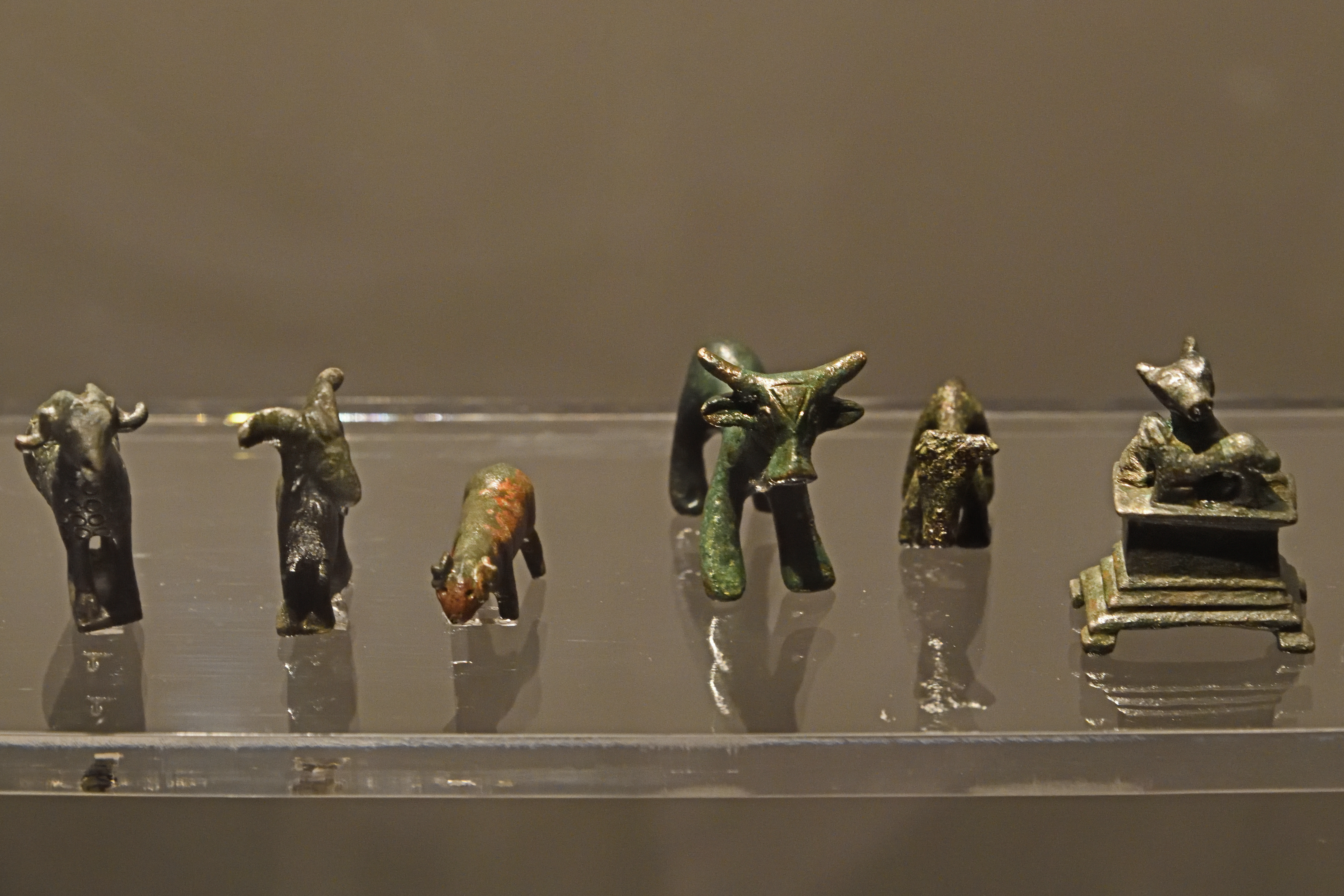
Museo Erimtan Piccole figure zoomorfe in bronzo
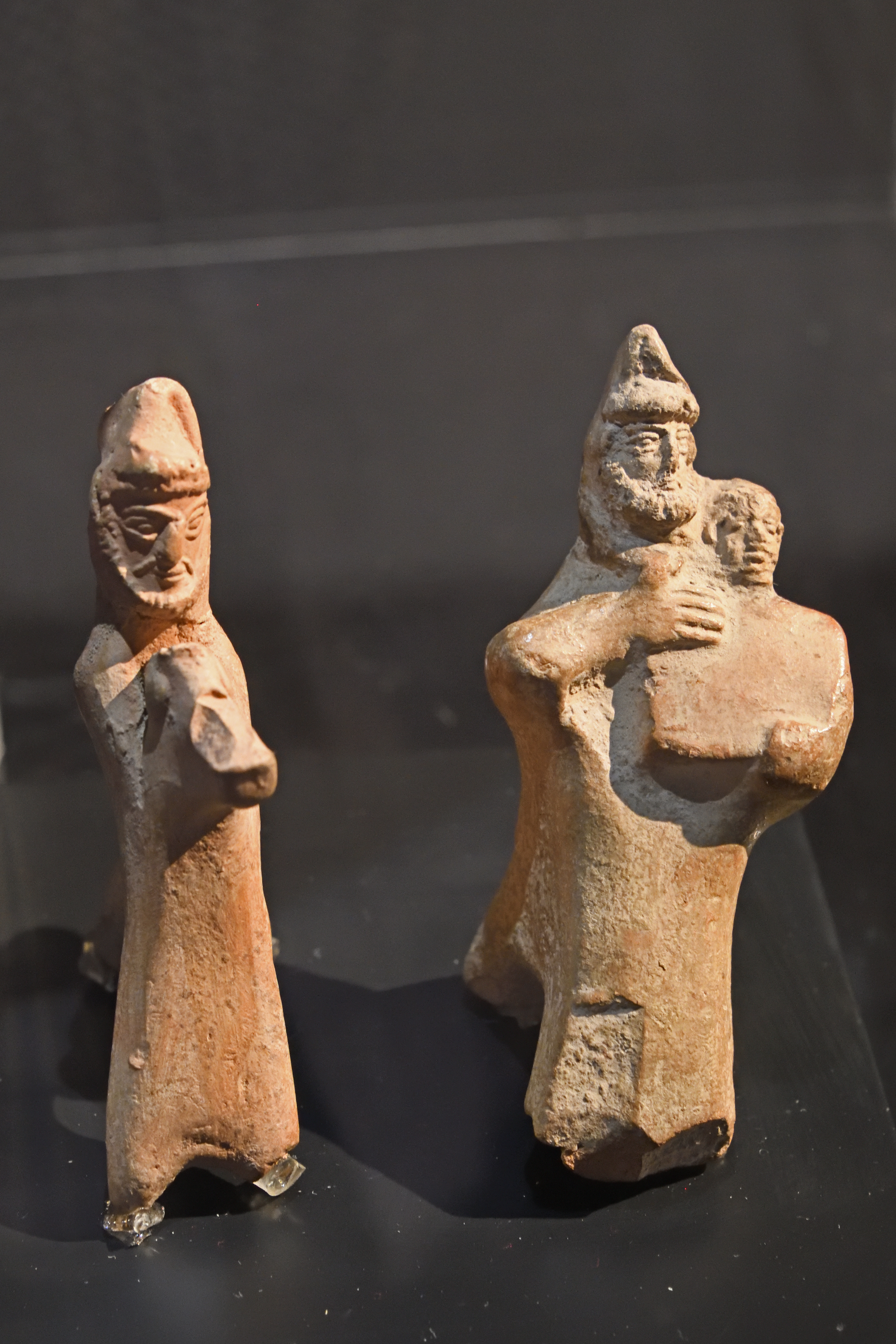
Museo Erimtan Figurines Statuine in terracotta Achemenidi Persiane / Ellenistiche
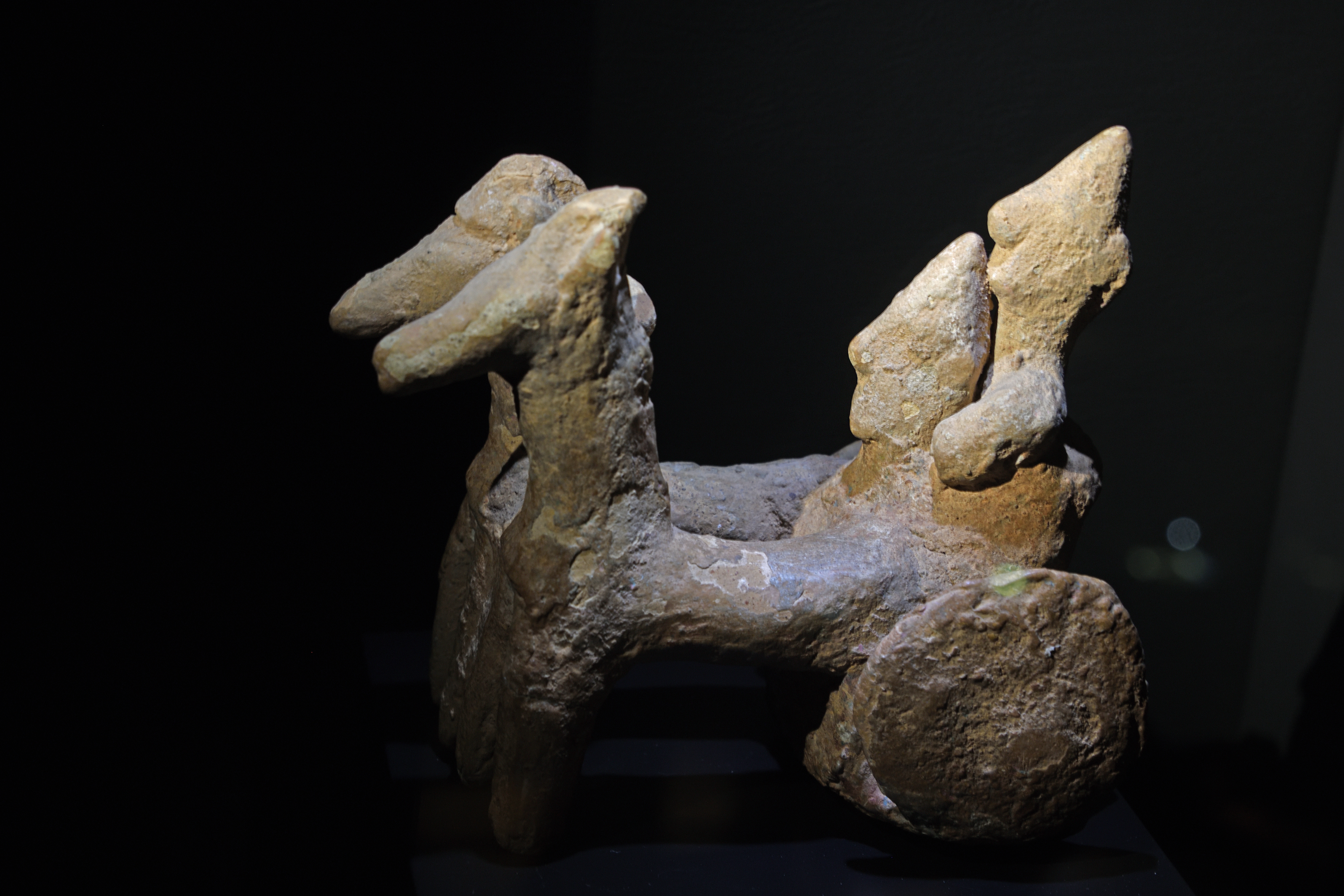
Museo Erimtan Modellino di antico carro
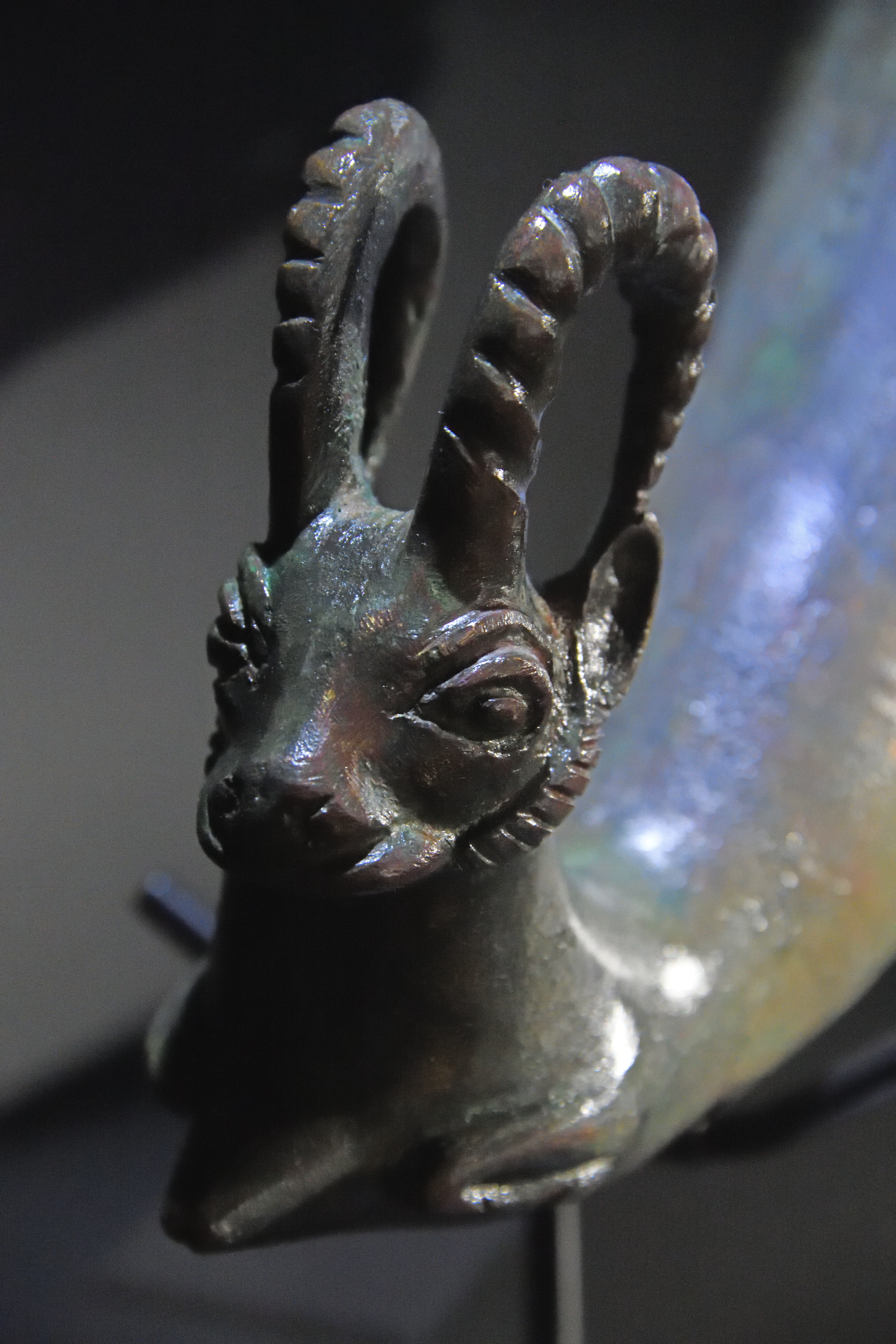
Museo Erimtan Rhyton in bronzo Achemenide Persiano
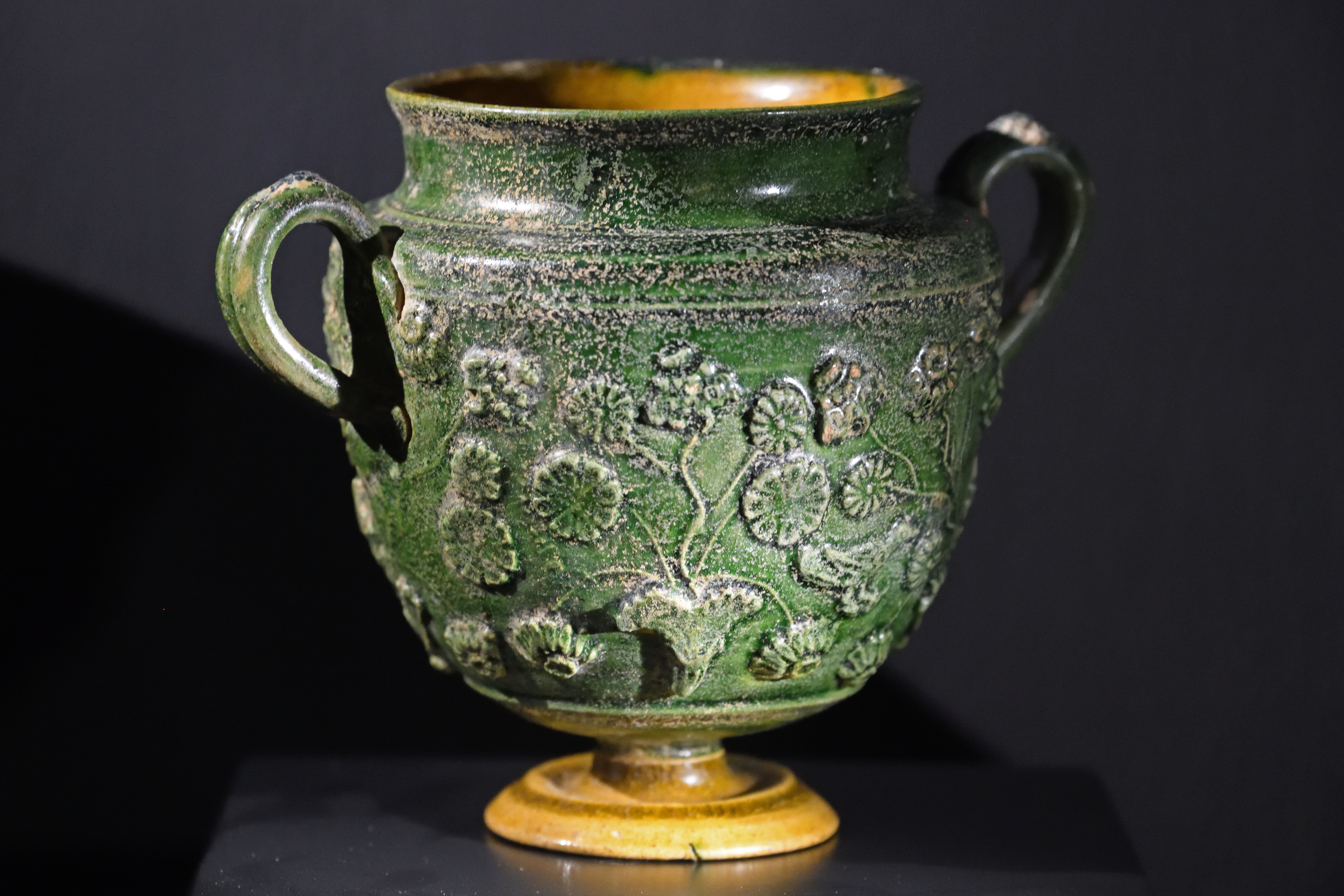
Museo Erimtan Skyphos in terracotta smaltata
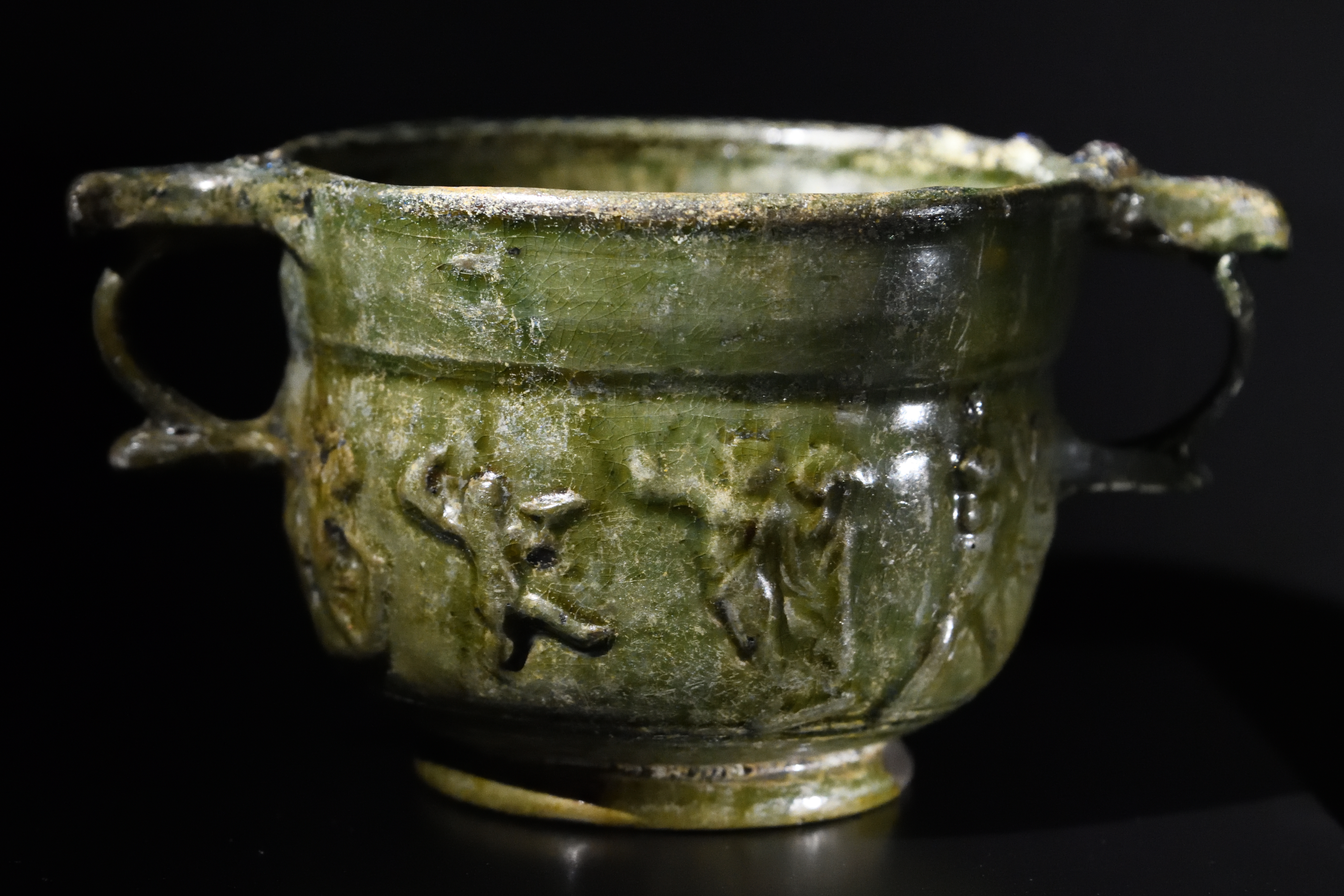
Museo Erimtan Skyphos in terracotta smaltata
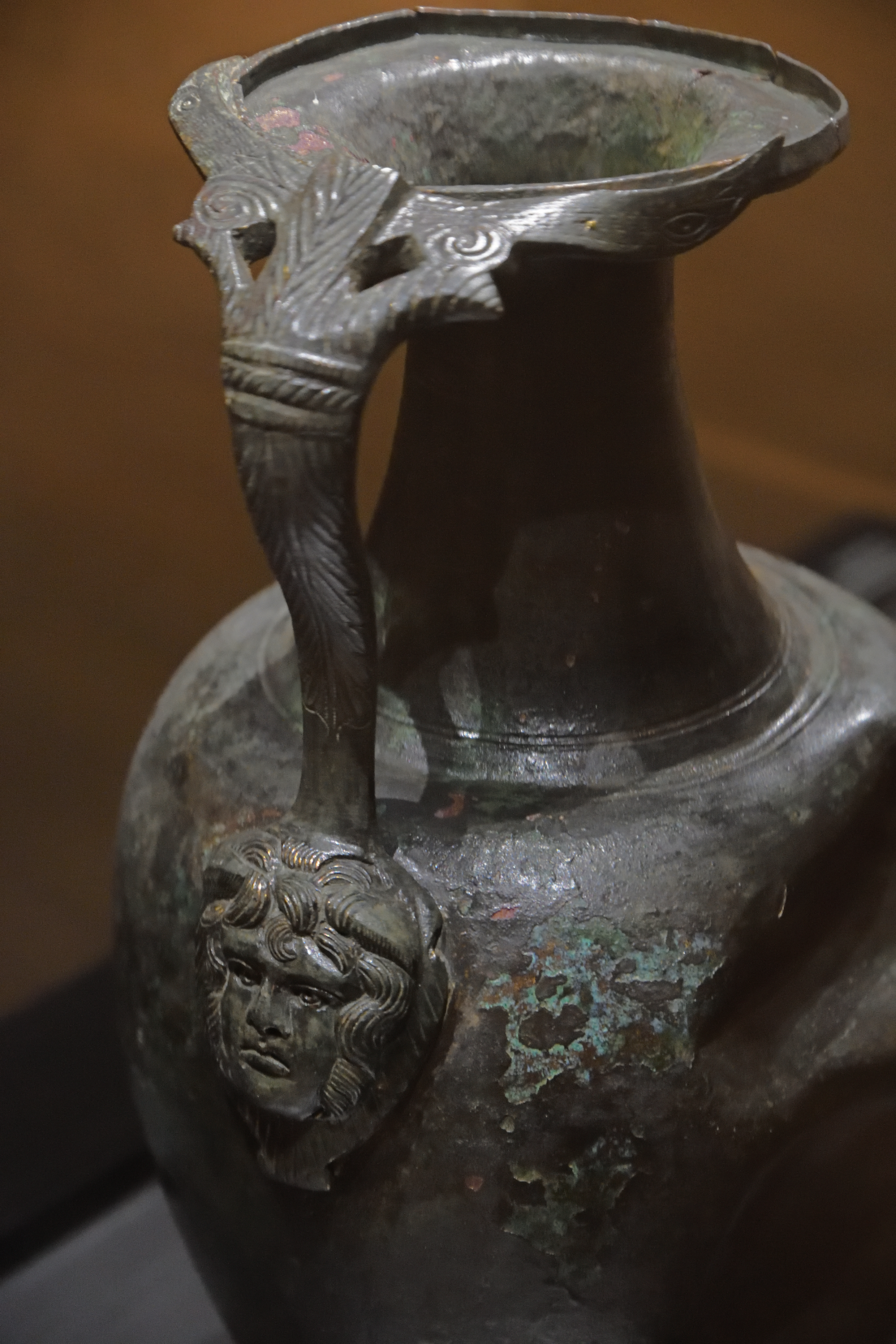
Museo Erimtan brocca con manico decorato con Medusa
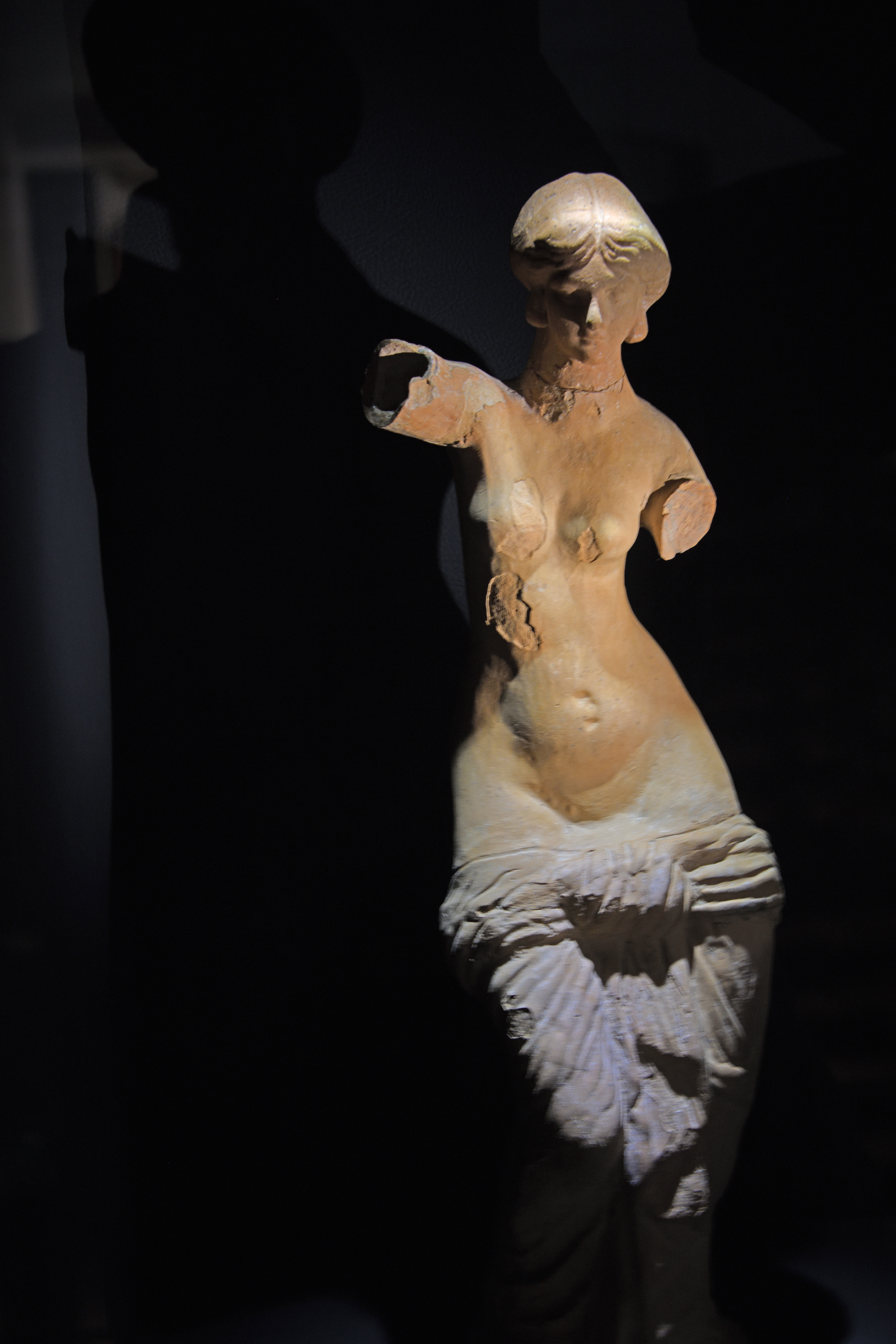
Museo Erimtan Statuetta di Venere